# APPBP2
La proteína de unión a la proteína amiloide 2 es una proteína que en humanos está codificada por el gen APPBP2. Se la conoce como PAT1 y  APPBP2.

## Interacciones
Se ha demostrado que APPBP2 interactúa con la proteína precursora de amiloide.

## Función
APPBP2 interactúa con los microtúbulos y está asociada funcionalmente con el transporte y/o procesamiento de la proteína precursora beta-amiloide, que podría desempeñar un papel en la patogénesis de la enfermedad de Alzheimer. El gen APPBP2 está altamente expresado en el cáncer de mama y se han encontrado  múltiples sitios de poliadenilación en él, lo que puede dar lugar a diferentes formas de la proteína.